# Заветинское сельское поселение
Заветинское сельское поселение — муниципальное образование в Заветинском районе Ростовской области. 
Административный центр поселения — село Заветное.

## География
Площадь Заветинского сельского поселения составляет около 520 кв. километров. 

## Административное устройство
Районным центром Заветинского сельского поселения является село Заветное. Село является крупнейшим в районе.
Глава Администрации Заветинского сельского поселения — Бондаренко Сергей Иванович.
В состав Заветинского сельского поселения входит 1 населённый пункт:
- село Заветное

## Население
| 2010  | 2012  | 2013  | 2014  | 2015  | 2016  | 2017  |
| ----- | ----- | ----- | ----- | ----- | ----- | ----- |
| 7079  | ↘6943 | ↘6856 | ↘6802 | ↘6763 | ↘6715 | ↘6633 |
| 2018  | 2019  | 2020  | 2021  |       |       |       |
| ↘6546 | ↘6495 | ↘6415 | ↘6259 |       |       |       |

## Инфраструктура
Здесь работает 5 крупных сельскохозяйственных предприятий и 38 крестьянско-фермерских хозяйств. Имеется две средних общеобразовательных школы, филиал Зимовниковского лицея, муниципальный центр социального обслуживания, дом-интернат для престарелых и инвалидов.
Из промышленных объектов в поселении функционирует муниципальная строительная организация, цех восстановления изношенных деталей, тепловые сети, сельскохозяйственная техника, быткомбинат, лесхоз, частных предприятий по производству товаров народного потребления и услуг.